# Leicester (Vermont)
Leicester – miasto w Stanach Zjednoczonych, w stanie Vermont, w hrabstwie Addison.